# Jabez Darnell
Jabez Darnell (28 tháng 3 năm 1884 – 1950) là một cầu thủ bóng đá thi đấu cho Northampton Town và Tottenham Hotspur.

## Sự nghiệp ở Tottenham Hotspur
Tiền vệ cánh trái chuyển đến câu lạc bộ từ Biggleswade Town. Từ 1908 đến 1915, Darnell thi đấu 160 trận và ghi 10 bàn ở mọi đấu trường.